# Inlandsis du Groenland
L'inlandsis du Groenland est un inlandsis recouvrant 1 710 000 km2, soit 80 % du territoire du Groenland. C'est la deuxième plus grande masse de glace sur Terre après l'inlandsis de l'Antarctique, présente sur le Groenland depuis au moins 3 millions d'années. Elle se réchauffe, fond et s'allège ; et en 2020, il a plu sur l'inlandsis pour la première fois de mémoire d'Homme. 

## Origine
La calotte polaire arctique se met en place à la fin du Miocène, entre 2,6 à 3,6 millions d'années. L'origine de sa formation fait l'objet de débat. Elle est probablement liée à la fermeture du passage entre l'Amérique du Nord et du Sud il y a trois à six millions d'années (formation de l’isthme de Panama) et l'amorce du Gulf Stream, ou à l'augmentation de la formation d'icebergs en Antarctique, donc à l'apport massif d'eau douce perturbant les courants, ou enfin à la formation de chaînes de montagne (en particulier l'Himalaya). La calotte polaire antarctique se met en place quant à elle il y a 13 Ma. L'établissement de ces deux calottes annonce les glaciations bipolaires de l'ère quaternaire.

## Géographie
L'altitude moyenne de la glace est de 2 135 mètres.
La glace la plus vieille est ancienne de 1 million d'années.
Le Jakobshavn Isbræ est un des principaux glaciers, il produit 10 % des icebergs du Groenland. Situé au nord-ouest, le glacier Petermann, quant à lui, possède la plus grande langue glaciaire de l'hémisphère nord.

### Le point 660
Le point 660 est un point géographique au bord de l'inlandsis à hauteur de Kangerlussuaq (et accessible par des pistes depuis cette ville) qui représente un sommet de colline situé à la même altitude que la calotte à cet endroit (en l'occurrence 660 mètres, d'où son nom), et est donc fréquemment utilisé comme point de départ pour des expéditions sur la glace.

### Anciennes couches
Dans une étude publiée en 2015, l'opération IceBridge (en) de la NASA a révélé par radar CReSIS (Center for Remote Sensing of Ice Sheets) trois couches évidentes dans la structure interne de l'inlandsis. La plus ancienne date de l'ère de l'Éémien, une autre, de la dernière période glaciaire et la plus jeune, de la présente ère, l'Holocène.

## Risques liés à la fonte des glaces

Calotte glaciaire du Groenland (côte est, vue d'avion).

Si les 2,85 millions de kilomètres cubes de glace de l'inlandsis du Groenland fondaient, ils causeraient à eux seuls une élévation du niveau moyen de la mer de 7,2 mètres ou 7,3 mètres.
Le bilan de masse de la calotte glaciaire est déterminé par le gain de masse de surface (chutes de neige) et la perte de masse (fonte et décharge de glace) à sa marge. La fonte des glaces ne se produit généralement aux marges de la calotte glaciaire que pendant quelques mois en été. La partie intérieure ou le sommet de la calotte glaciaire ne fond presque jamais, en raison de la haute altitude et de la température froide. Lorsque le climat se réchauffe, il enlève la glace de la marge, puis plus de glace coulera vers la marge et commencera à fondre. Ce processus prend du temps — non pas quelques décennies, mais des centaines voire des milliers d'années.
De tels événements se sont déjà produits dans le passé, parfois avec une montée rapide des mers.
Les glaciers et la couche de glace s'écoulent vers la mer avec une certaine élasticité, mais les mouvements différenciés et périodiques (rythme saisonnier marqué) de coulées de glace provoquent aussi de brutales cassures et des craquements dont les ondes élastiques se propagent en générant de petits tremblements de terre. Ces derniers sont enregistrés par des sismographes loin du pôle à travers le monde avec une forte saisonnalité.
Récemment la fonte de l'inlandsis groenlandais semble s'être accélérée. Une étude publiée en 2006 a conclu que le nombre de ces séismes avait doublé de 2000 à 2005, tendance temporelle suggérant un lien avec une modification du cycle hydrologique et une réponse glaciaire à l'évolution des conditions climatiques. Si l'on considère qu'une part du réchauffement climatique est d'origine humaine, une part des causes de ces séismes pourrait être considérée comme induite par l'Homme.
En 2012, la NASA et des scientifiques universitaires ont déterminé que l'aire de la calotte groenlandaise concernée par la fonte des glaces de surface est passée de 40 % à 97 % en seulement quatre jours, entre les 8 et 12 juillet de cette année. Une telle fonte de surface s'était déjà produite en 1889, mais jamais une aussi grande rapidité n'avait été enregistrée auparavant. C'est l'éventuelle répétition rapprochée de ce type d'événement qu'il convient de surveiller, car elle témoignerait d'un emballement du réchauffement de la zone arctique.
Selon une modélisation réalisée en 2022, l'inertie thermique due à l'amplitude de la fonte et de l'élévation du niveau marin ont fortement retardé le changement climatique (qui est de l'ordre de milliers d'années). Cela signifie que si nous réchauffons notre planète d'ici 100 ans, l'élévation du niveau de la mer au cours de notre génération sera mineure mais que la mer pourra continuer à monter ensuite assez longtemps et plusieurs mètres plus haut. Pour le GIEC, dans le pire scénario de réchauffement, l'élévation du niveau marin au cours de ce siècle sera d'environ 1 à 2 mètres. « des preuves géologiques suggèrent que les calottes glaciaires du Groenland et de l'Antarctique fondront toutes les deux si ce scénario du pire réchauffement se stabilise ».

## Sur l'inlandsis

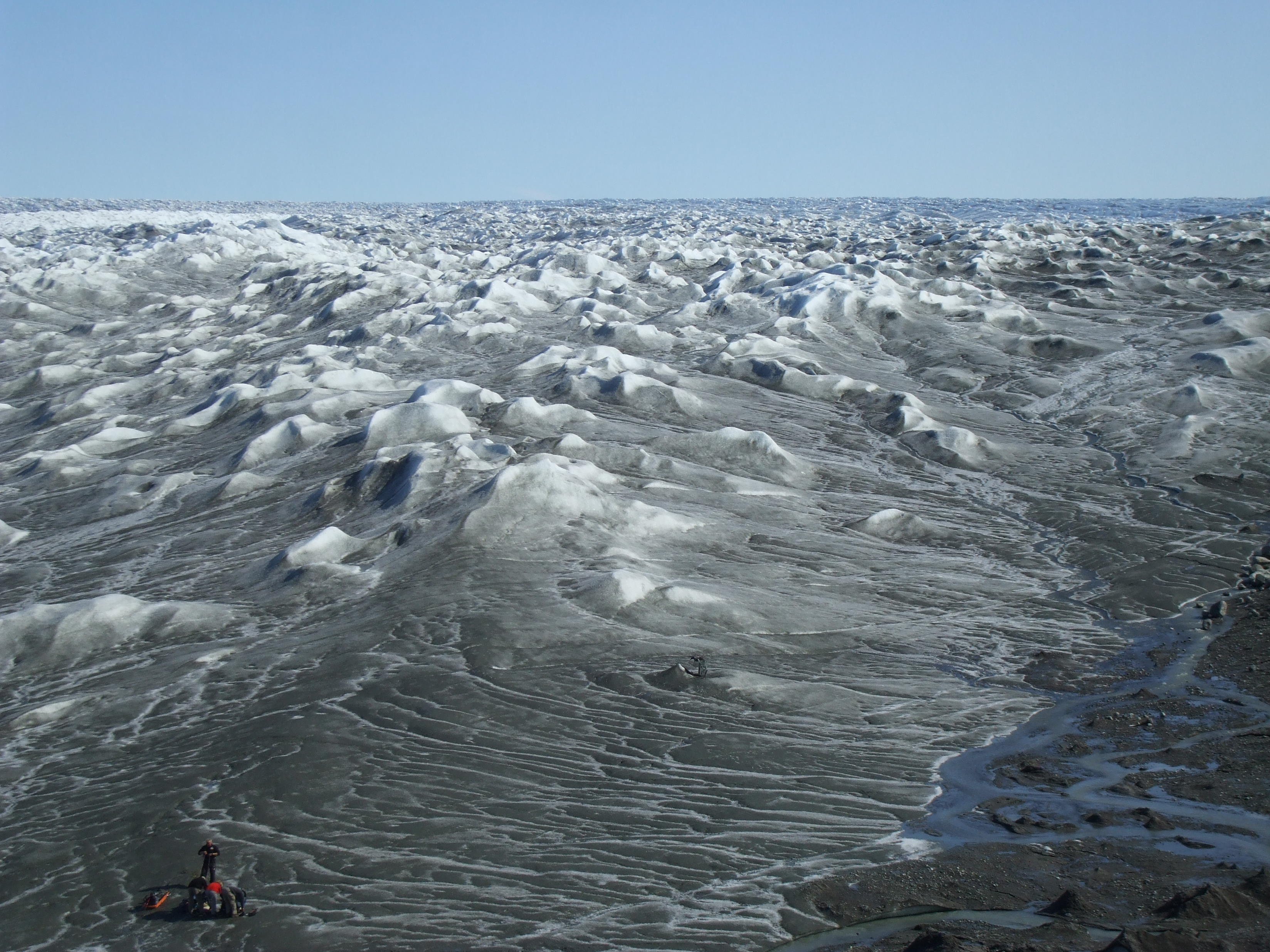
Début de l'inlandsis, au point 660.

Un certain nombre d'expéditions ont déjà eu lieu sur l'inlandsis, dont des traversées. L'état du bord de l'inlandsis le rend le plus souvent impraticable avec tout le matériel d'expédition (pulkas, etc.), puisqu'il s'agit en général de glaciers et autres zones de fractures très dangereuses. Pour cette raison on utilise, à défaut d'hélicoptère, le point 660 à hauteur de Kangerlussuaq, lieu où la glace est accessible et praticable et prend un aspect de monts et de vallées, de lacs et de rivières (bédières) d'une eau bleutée extrêmement pure à 0,5 °C. Si la progression est moins dangereuse qu'aux abords des glaciers, le terrain est tout de même difficile en dehors de la période du printemps, la plus propice du fait que la glace est encore intacte et les températures plus clémentes qu'en hiver.
Durant l'été, la fonte en surface de la glace entraîne une très forte humidification de celle-ci, engendrant failles et fissures, moulins, torrents (bédières), étendues d'eau, ainsi qu'une surface de la glace râpeuse et tranchante. Après plusieurs kilomètres la surface s'aplanit et la pente s'affaiblit, permettant une progression plus aisée mais aussi une augmentation de la taille des étendues d'eau et de la fréquence des moulins, l'eau ayant moins de possibilités de s'échapper par la surface vers les rivières côtières. En s'enfonçant encore plus profondément les conditions se font plus propices encore à la progression humaine, mais dans tous les cas le printemps reste la meilleure période.
L'eau des rivières (bédières) sur l'inlandsis est issue de la fonte de la glace et est extrêmement pure. Mais après avoir franchi la calotte, et bien souvent être passée par-dessous celle-ci, elle se charge fortement en silicates, lui donnant un aspect beige laiteux. L'eau devient alors peu propice à la vie et impropre à la consommation (c'est pourquoi il s'agit de la laisser reposer un certain temps lorsqu'on en prélève pour la boire afin de lui ôter un maximum de nocivité).

## Galerie

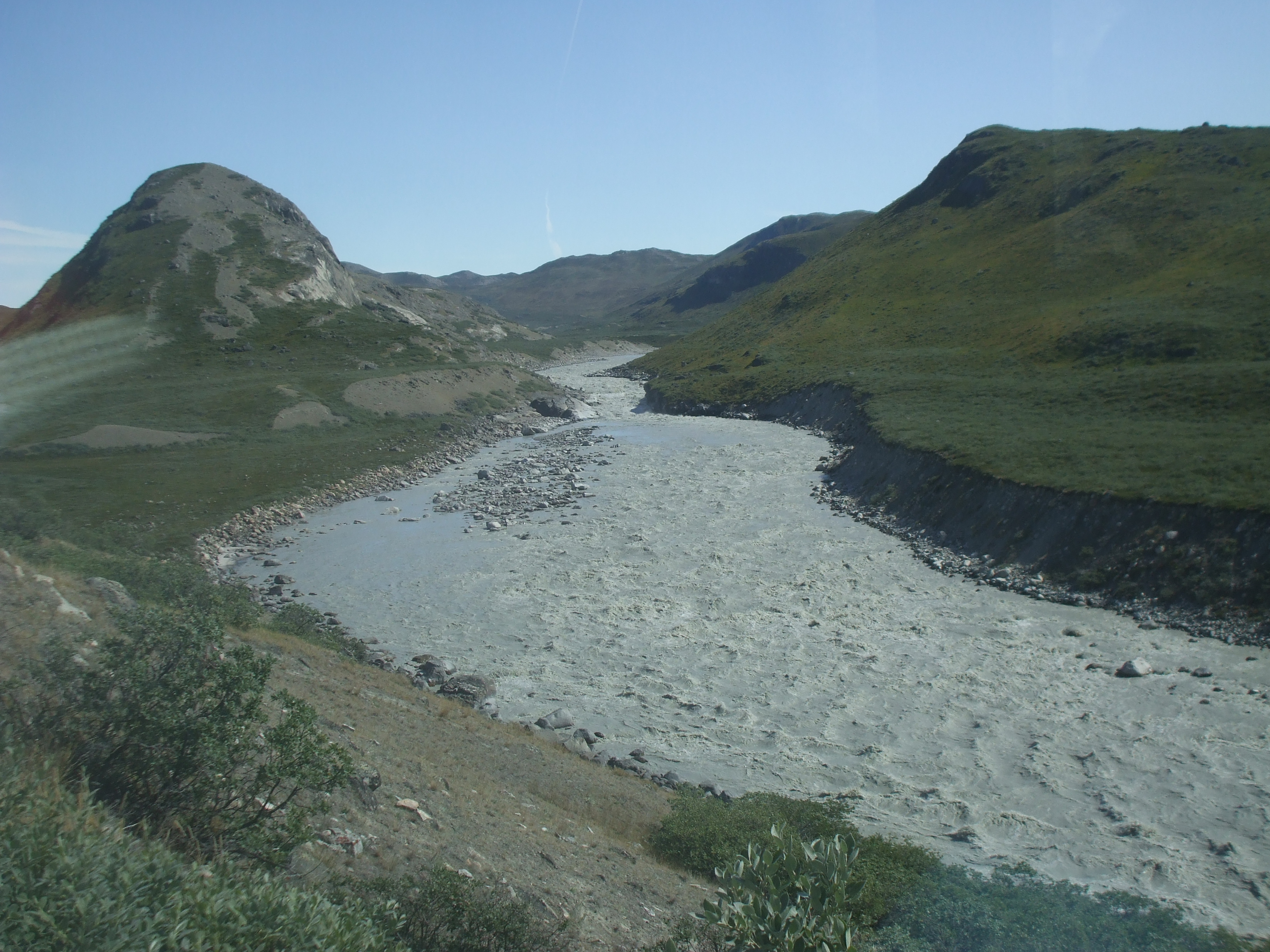
Une rivière pleine de silicates en provenance de la calotte, à hauteur de Kangerlussuaq, en été, impropre à la consommation directe.
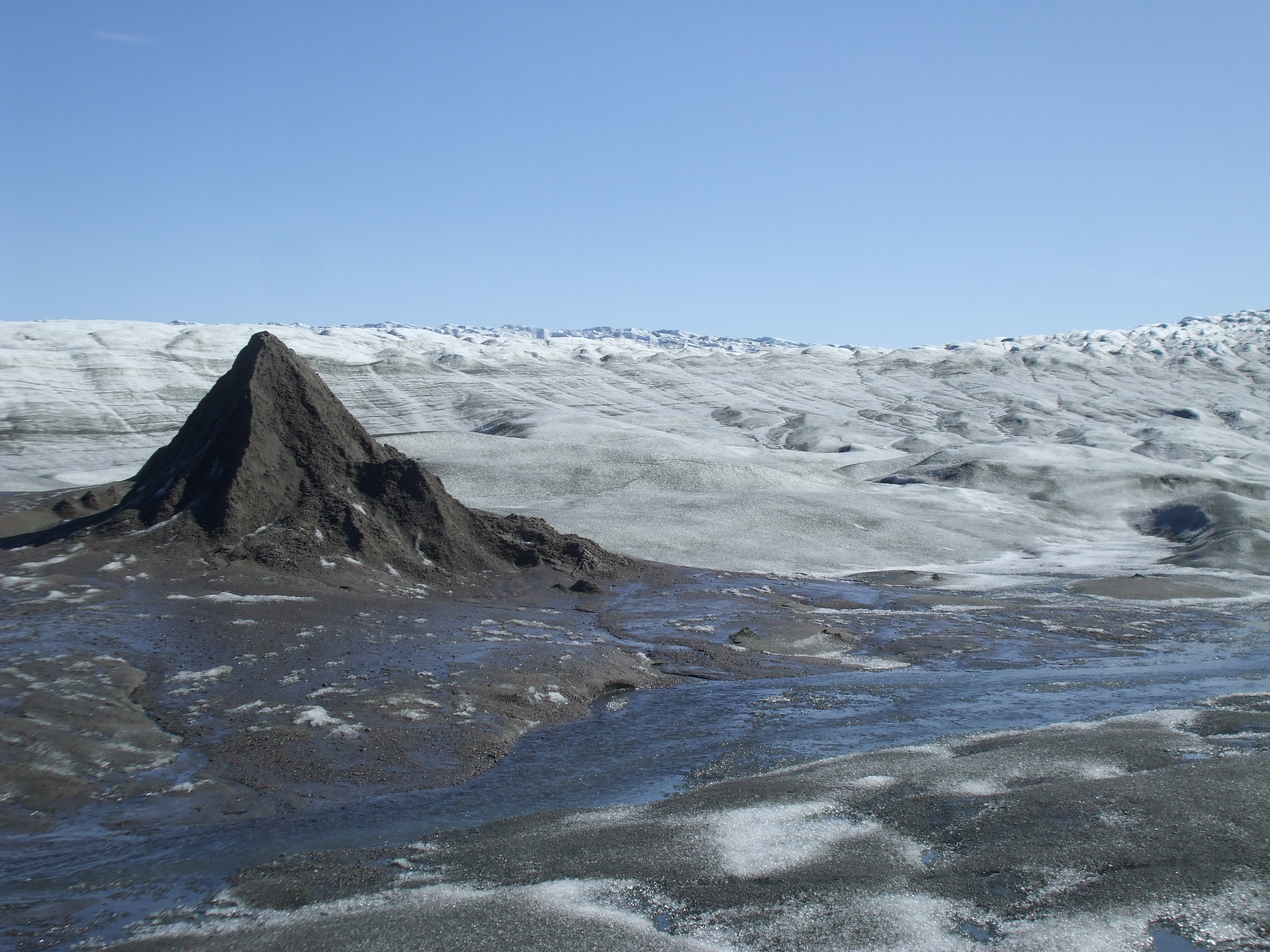
« Termitière » au point 660. En fait, il n'y a que de la glace sous quelques centimètres de terre, mais l'épaisseur la protège encore du soleil.
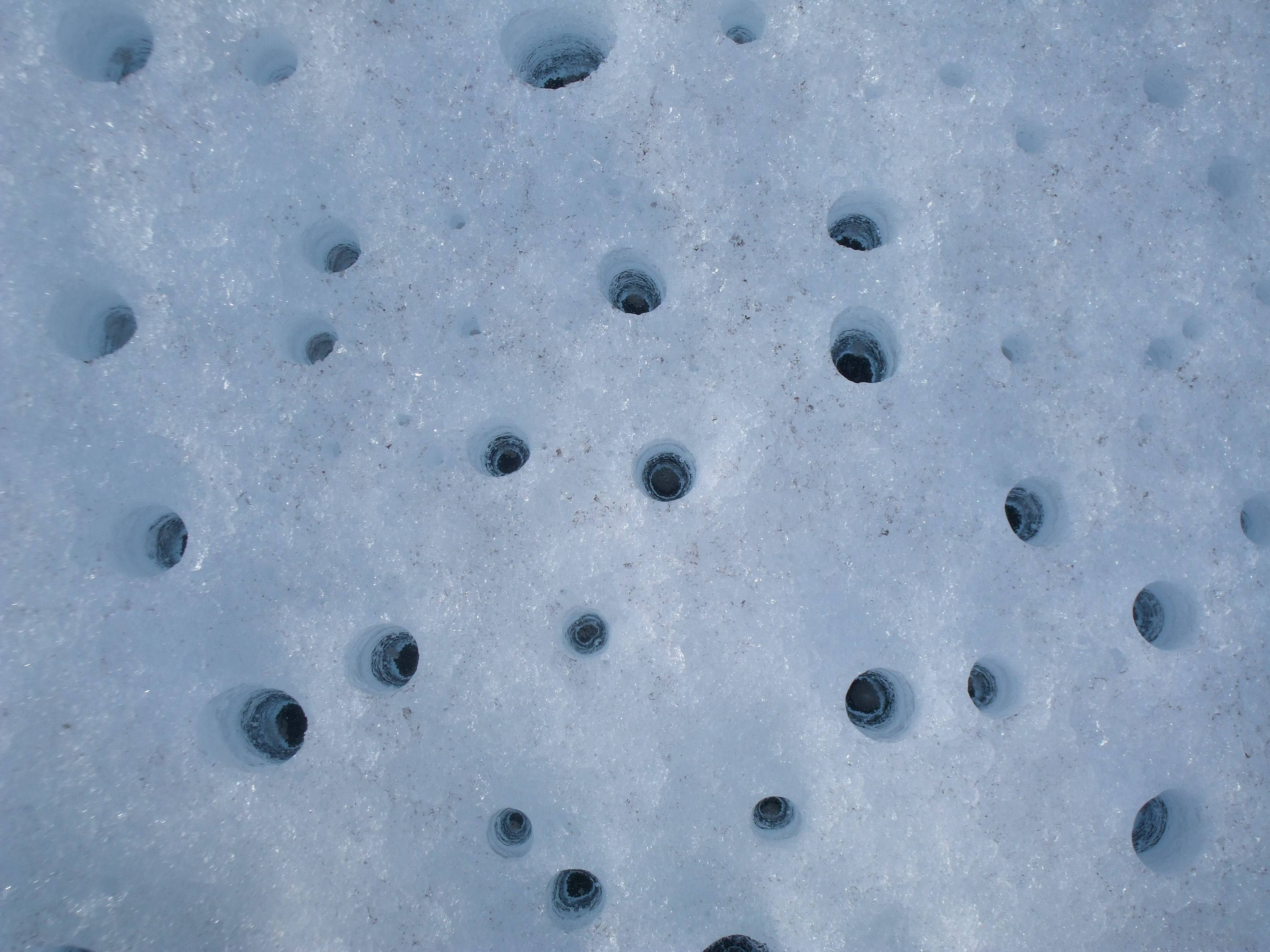
Trous dans la glace dus au faible albédo des petites poussières apportées par les vents. Si la surface de la glace parait lisse de loin, en été elle a en fait cet aspect sur presque toute sa surface. Certains trous font plusieurs dizaines de centimètres de profondeur à force de fonte mais possèdent toujours un diamètre équivalent (un à deux centimètres).
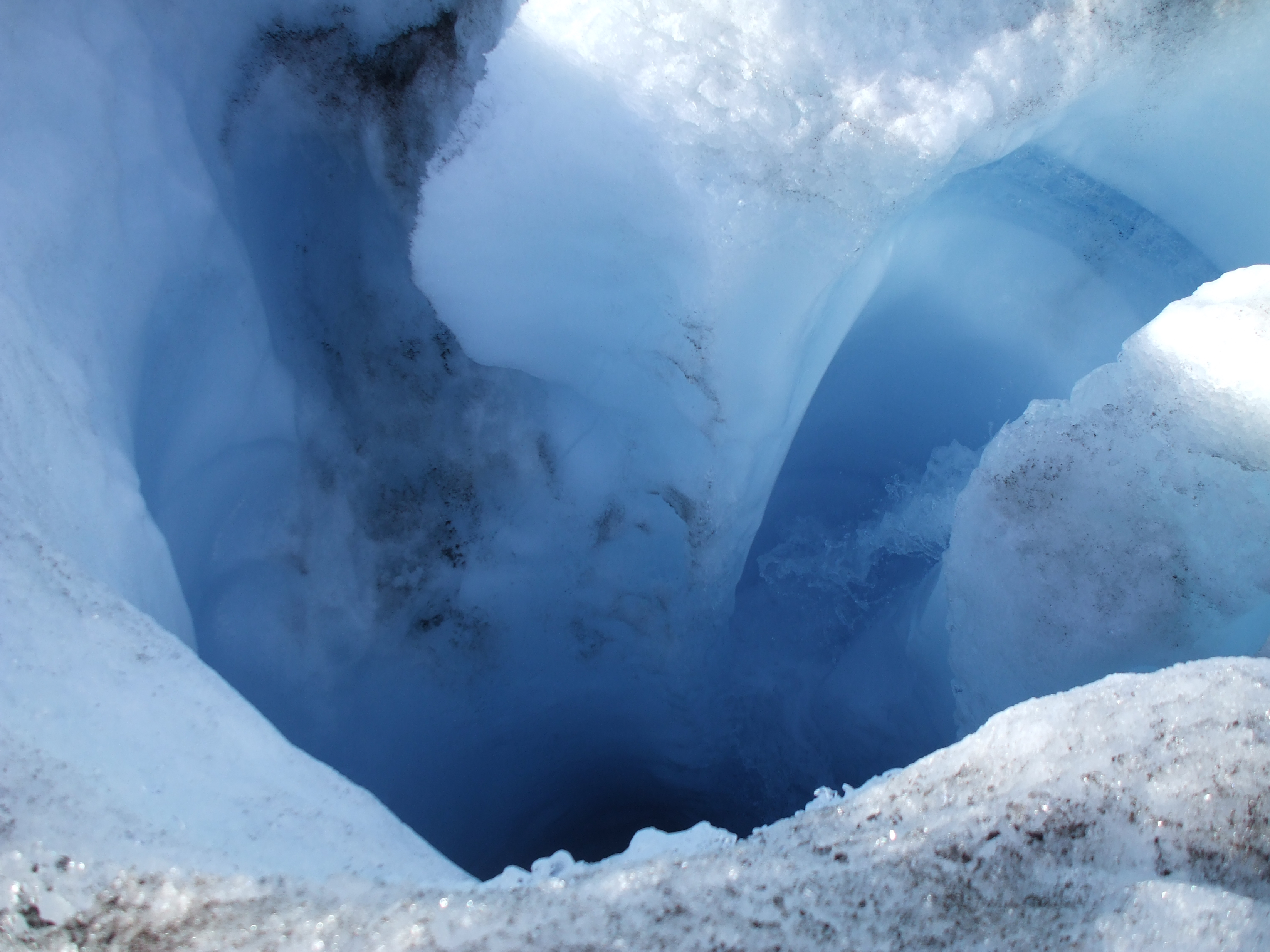
Un moulin, très dangereux et dont la profondeur atteint souvent le sol rocheux sous la calotte, souvent repéré au dernier moment par un grondement caractéristique. Sa dimension permet souvent à plusieurs hommes d'y tomber (un mètre de large ici).
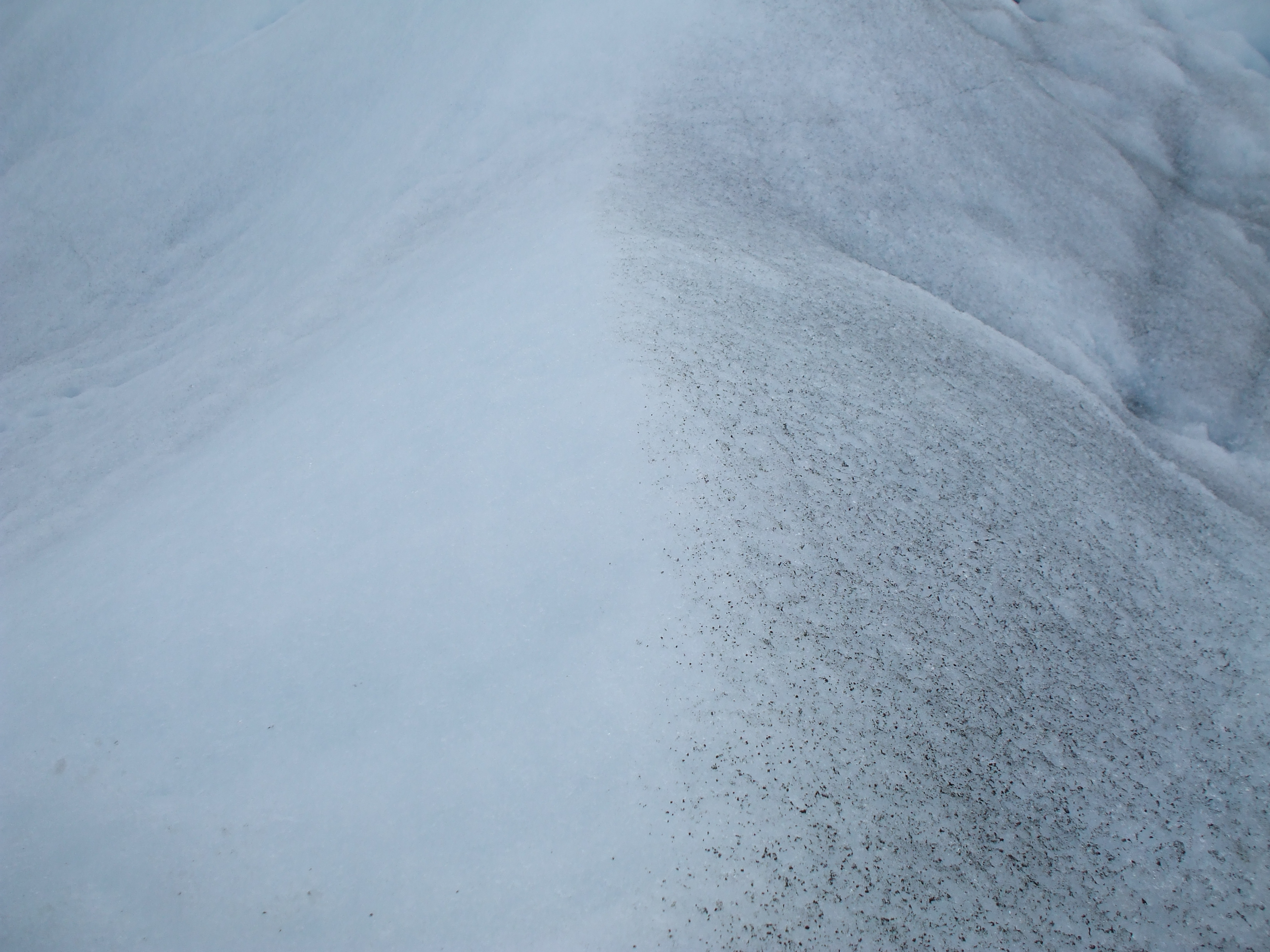
Le sens du vent est bien défini ici. La partie couverte de poussières fondra plus vite que l'autre, à cause de son plus faible albédo, ce qui engendrera parfois de véritables sculptures de glace.
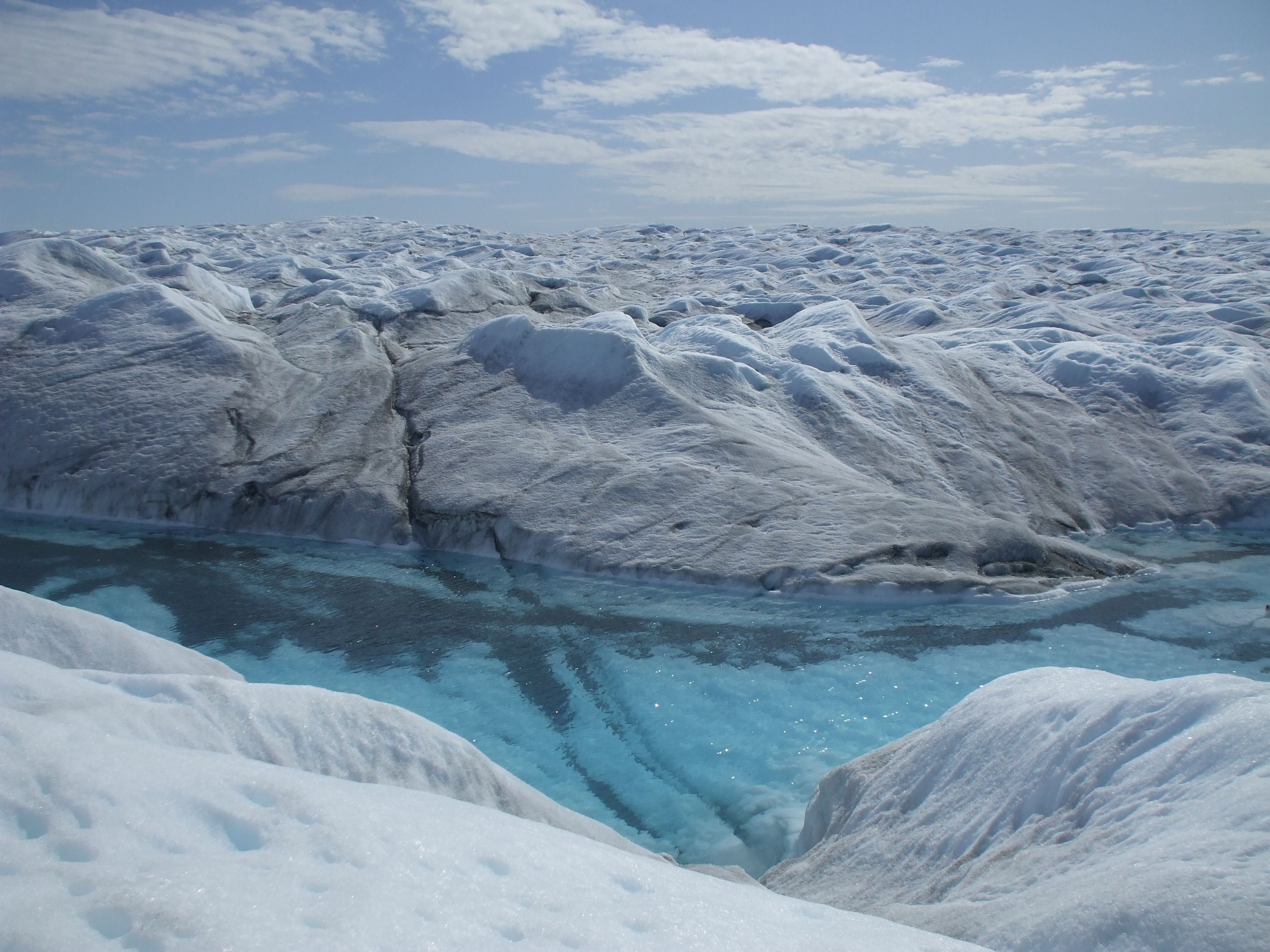
Une rivière (bédière) typique de l'inlandsis, à fort courant, donc dangereuse car il n'y a rien à quoi se raccrocher une fois emporté, et la perte de matériel est irrémédiable du fait de la lenteur de la progression d'un homme sur la glace en comparaison de la vitesse du courant.
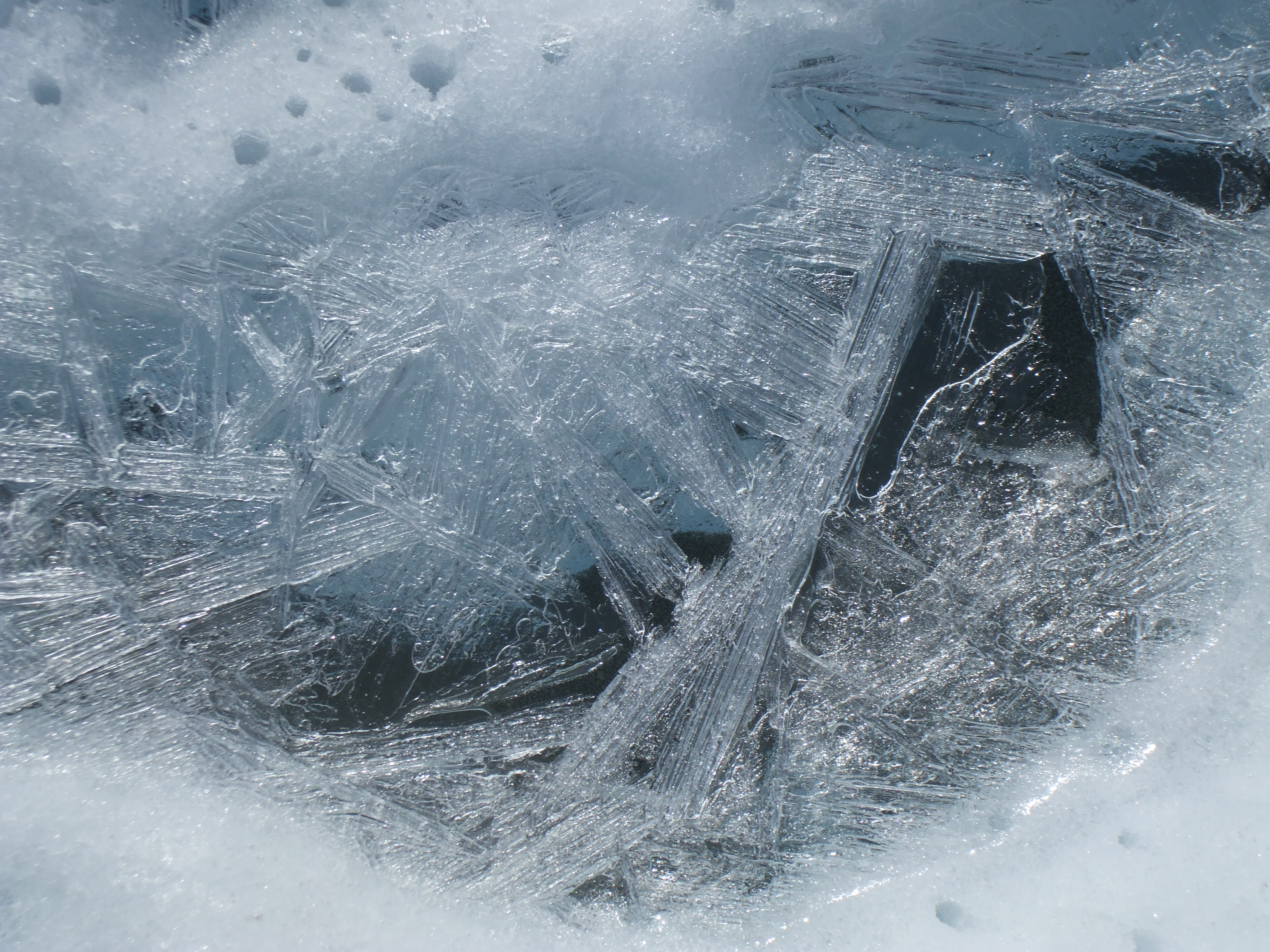
Gel en surface des petites flaques d'eau à minuit début août, lorsque la luminosité solaire faiblit.
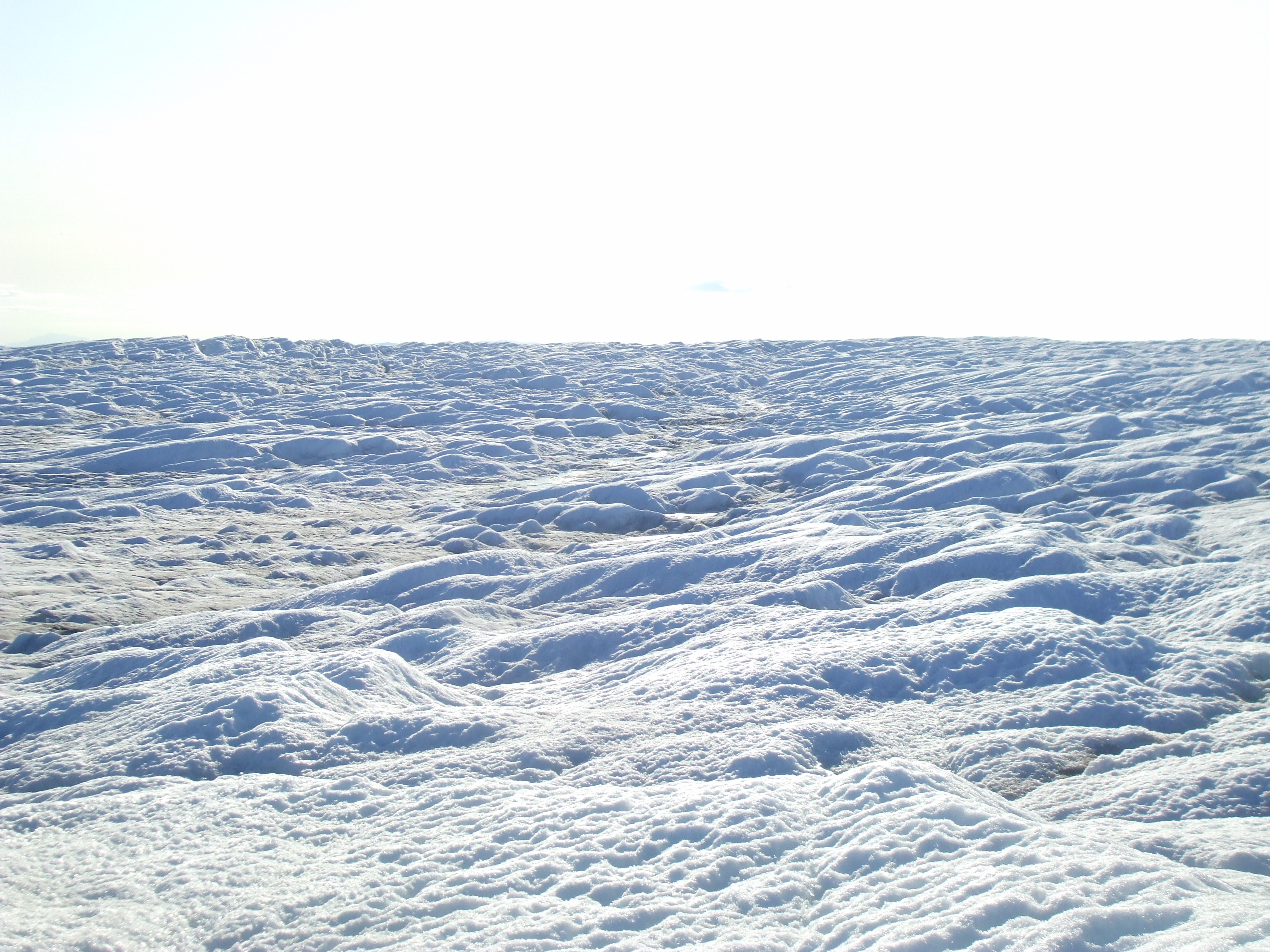
La glace à perte de vue.
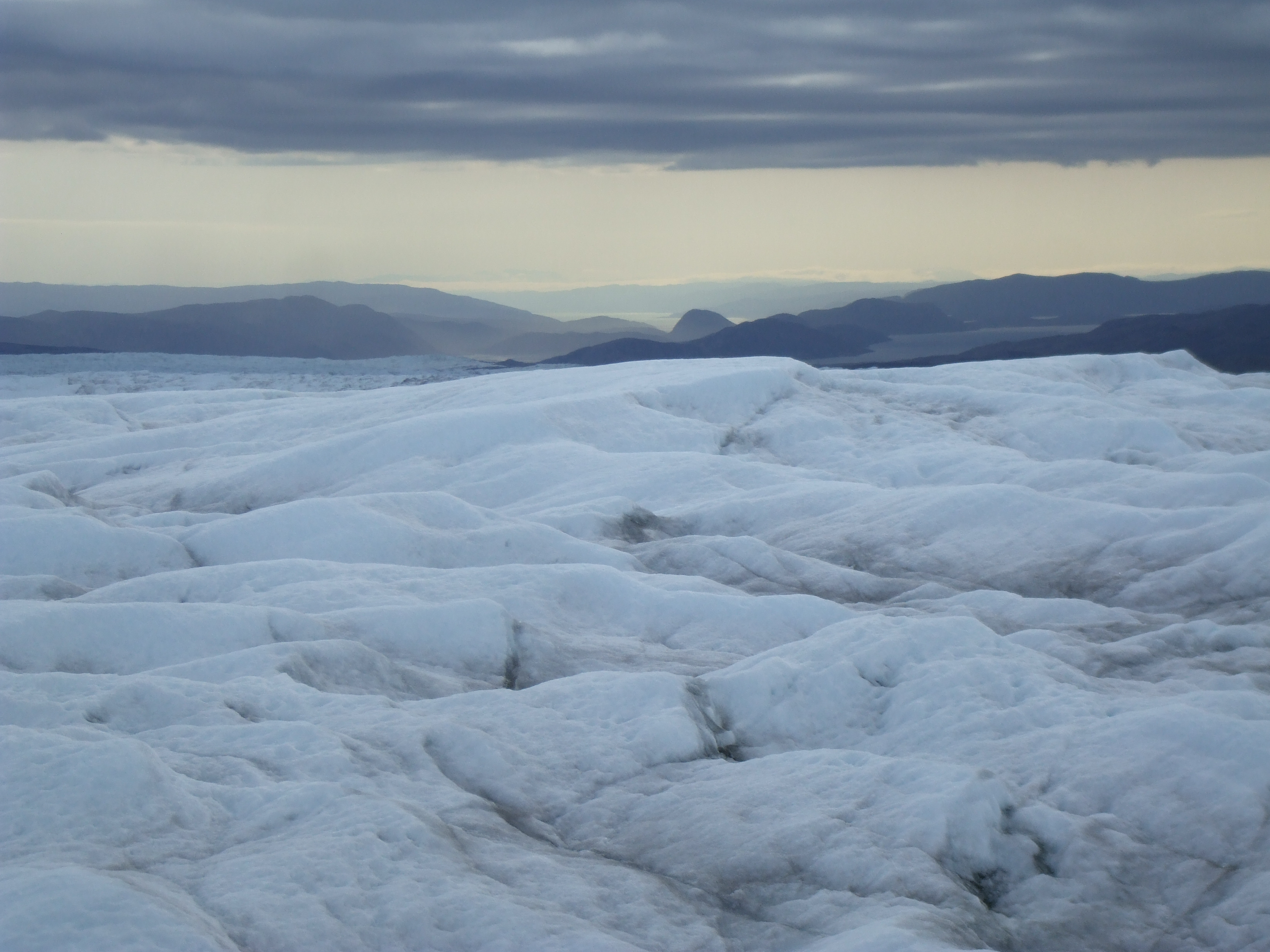
La terre, à l'horizon, est à plusieurs dizaines de kilomètres. Les notions de distances sont bouleversées. La petite colline au centre peu avant l'horizon est le pain de sucre de Kangerlussuaq.
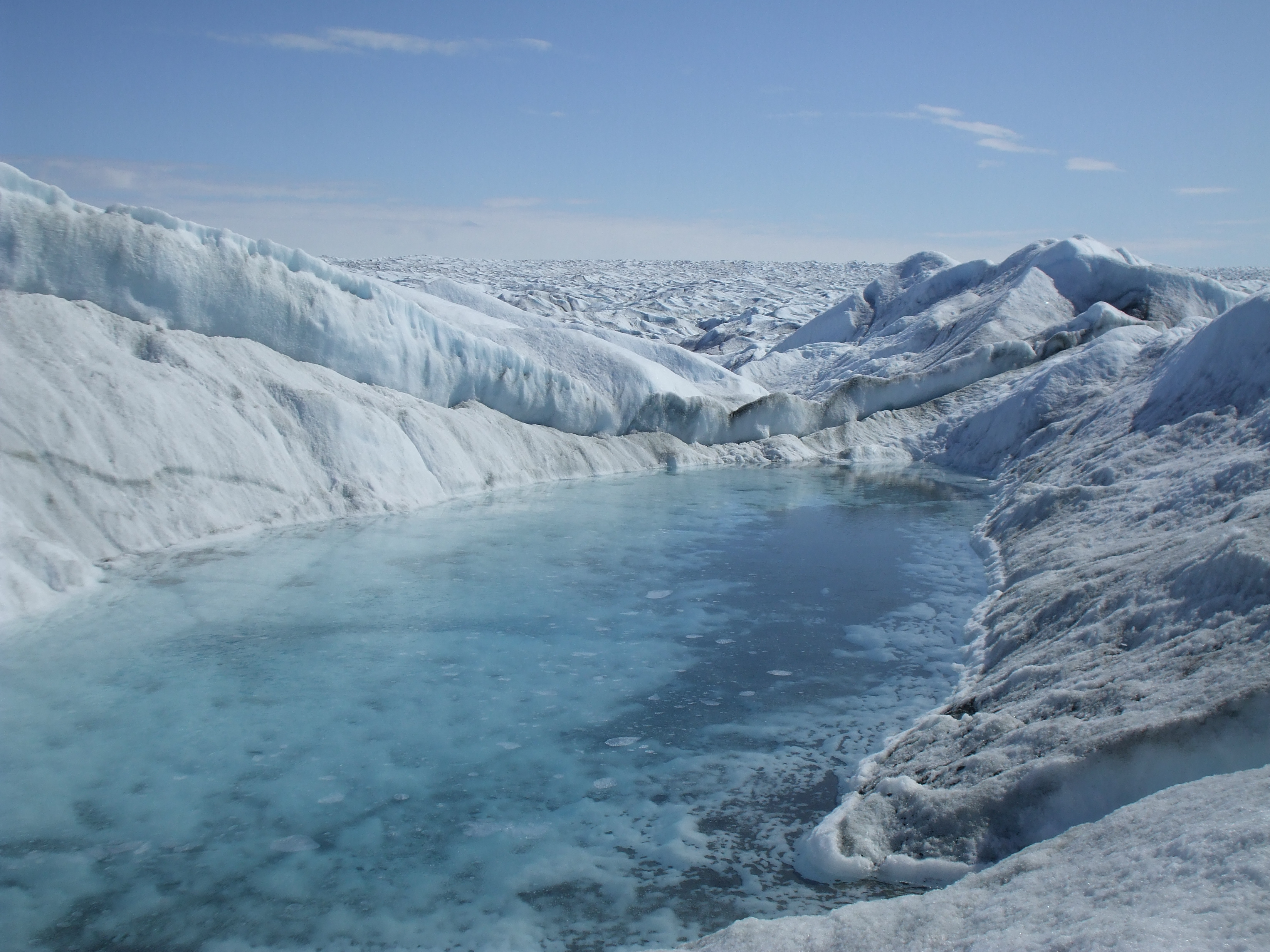
Lac typique de l'inlandsis.
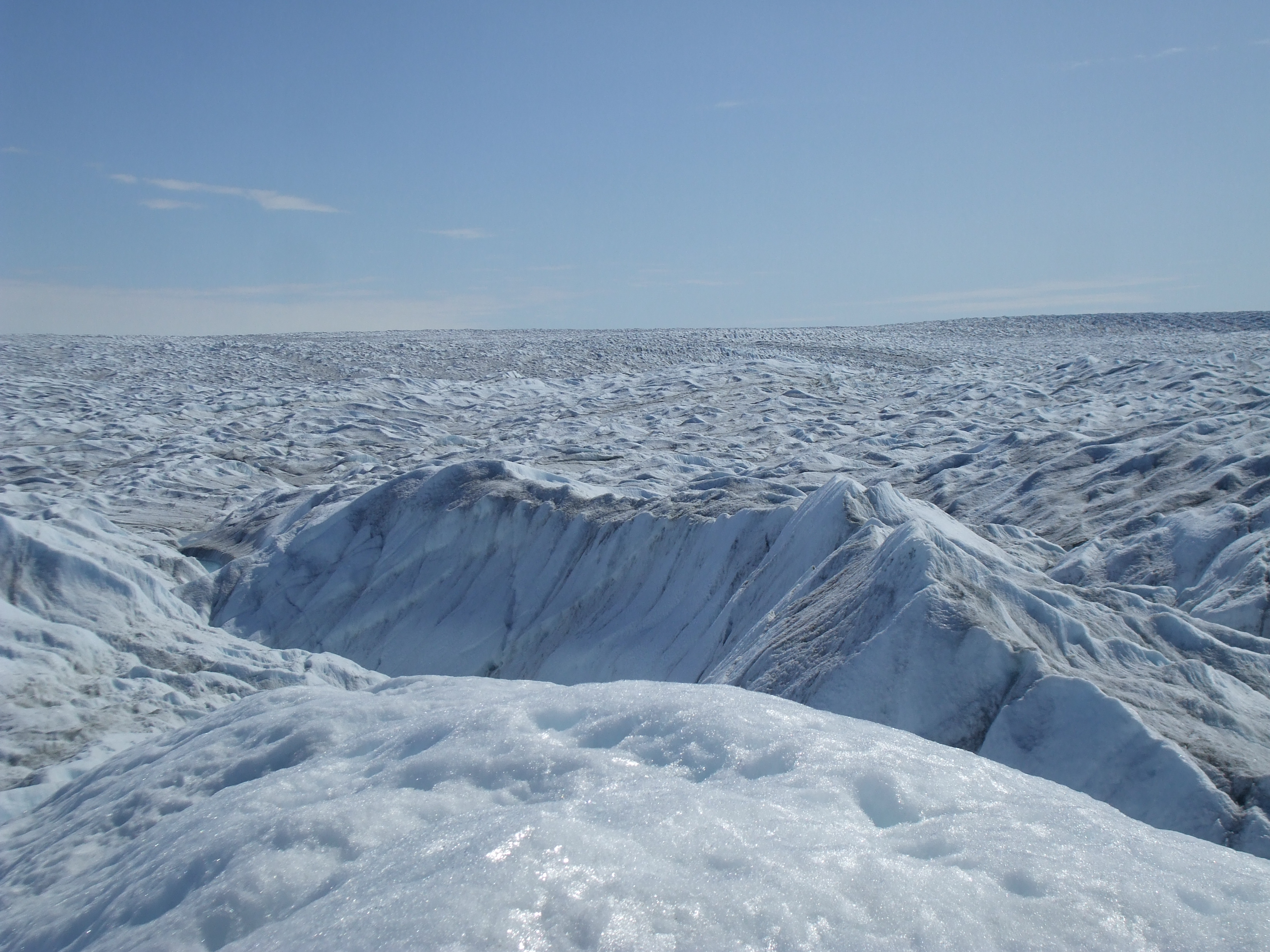
La glace à perte de vue. Notion d'échelle : le monticule au deuxième plan fait environ cinq mètres de hauteur.
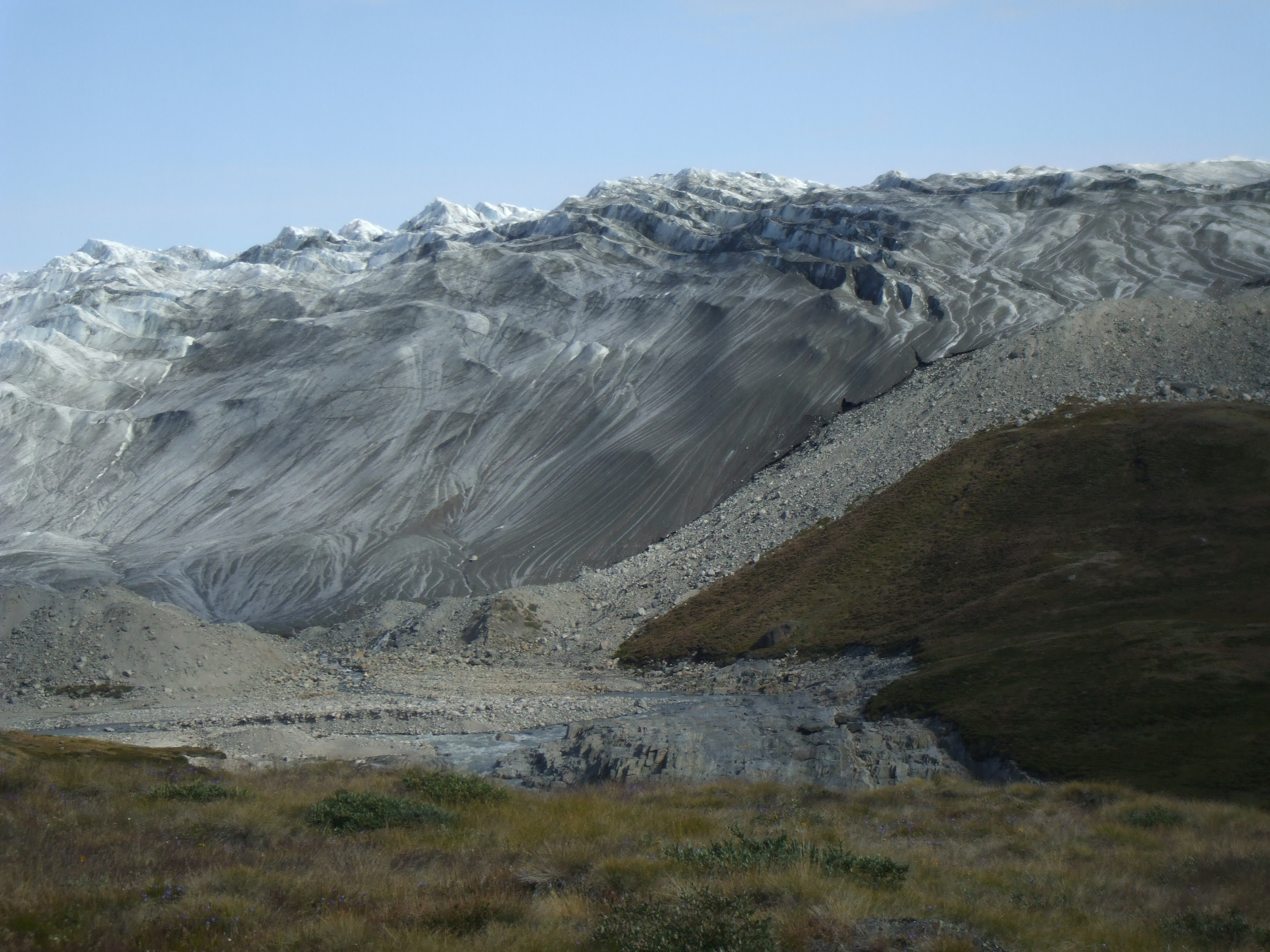
Zone de conflit entre l'inlandsis, le pergélisol et la terre.